# Basiloterus
Basiloterus je izumrli rod kasnoeocenskih primitivnih kitova iz formacije Drazinda, u Pakistanu, a možda i engleske Barton grupe (izvorno Barton Beds).
Basiloterus husseini je najbliži poznati srodnik Basilosaura, ali nije bio tako velik ili izdužen. Holotip je poznat po djelomičnim ostacima lubanje, uključujući dva lumbalna kralješka.